# Sasha Luss
Sasha Luss, egentligen Aleksandra Aleksejevna Luss (ryska: Александра Алексеевна Лусс), född 6 juni 1992 i Magadan i Magadan oblast, Ryssland, är en rysk fotomodell och skådespelare. En av hennes mest kända roller är "Anna Poliatova" i filmen Anna.